# Пам'ятки історії Летичівського району
У Летичівському районі Хмельницької області згідно з даними управління культури, туризму і курортів Хмельницької облдержадміністрації перебуває 94 пам'ятки історії. Зокрема це три могили жертв голодомору, могили У. Кармалюка та І. Бешта, могила воїна УПА, могила жертв голокосту, 7 ДОТів, місце розташування концтабору військовополонених, 54 пам'ятки — могили радянських воїнів та пам'ятні знаки на честь воїнів-односельчан.
| № пп | Охорон. номер | Найменування | Місцезнаходження                          | Рік встановлення                | Автор                            |
| ---- | ------------- | --- | ----------------------------------------- | ------------------------------- | -------------------------------- |
| 1    | 220008-Н      | Могила У. Кармалюка | смт Летичів, вул. Горького, 1, кладовище  | 1977                            | скульптор — В. М. Корнєв         |
| 2    | 2200072       | Братська могила військовополонених                                                                                            | смт Летичів, вул. Горького, 1, кладовище  | 2006                            | місцеві майстри                  |
| 3    | 884           | Пам'ятник трудової діяльності, демонтований                                                                                   | смт Летичів, вул. Кармалюка, 81           | 1965                            | місцеві майстри                  |
| 4    | 880           | Будинок, в якому відбувся 1-й повітовий з'їзд Рад                                                                             | смт Летичів, вул. Леніна, 6               | початок ХХ ст. 1967             | місцеві майстри                  |
| 5    | 2200073       | Місце розташування концтабору військовополонених                                                                              | смт Летичів, вул. 50-річчя Жовтня, 12     | 2005                            | місцеві майстри                  |
| 6    | 855           | Меморіальний комплекс: могила М. Я. Ревуцького; пам'ятний знак на честь воїнів-земляків; братська могила радянських воїнів    | смт Летичів, вул. 50-річчя Жовтня, 29     | 1956, заміна 1987               | Львівська КСФ                    |
| 7    | 877           | Пам'ятне місце колишньої тюрми, де перебував в ув'язненні У. Кармалюк                                                         | смт Летичів, вул. 50-річчя Жовтня, 29     | 1967                            |                                  |
| 8    | 881           | Будинок, в якому розташовувався штаб 1-го Таращанського полку                                                                 | смт Летичів, провул. Плеханова, 5         | 18 921 967                      | місцеві майстри                  |
| 9    | 878           | Будинок, в якому розташовувалися повітова Рада робітничих, солдатських і селянських депутатів, ревком, міський комітет КП(б)У | смт Летичів, вул. Франка, 31              | Кінець XIX початок XX ст., 1967 | місцеві майстри                  |
| 10   | 2200071       | Братська могила жертв голокосту                                                                                               | 1 км на захід від смт Летичів             | 1985                            | місцеві майстри                  |
| 11   | 2200074       | ДОТ | 0,5 км на південь від с. Антонівка        | 1937                            | місцеві майстри                  |
| 12   | 2200076       | Могила вояка УПА | с. Білецьке, вул. Центральна              | 2001                            | місцеві майстри                  |
| 13   | 2200075       | Могила радянського воїна | с. Білецьке, вул. Центральна              | 1987                            | місцеві майстри                  |
| 14   | 866           | Пам'ятний знак на честь воїнів-односельчан                                                                                    | с. Бохни, вул. Гагаріна                   | 1970, заміна 1980               | Львівська КСФ                    |
| 15   | 1641          | Могила лейтенанта Г. В. Морозова                                                                                              | с. Вербка, вул. Жовтнева, 1               | 1970                            | місцеві майстри                  |
| 16   | 1642          | Могила невідомого воїна | с. Вербка, вул. Жовтнева, 1               | 1968                            | місцеві майстри                  |
| 17   | 2004          | Могила невідомого воїна | с. Вербка, кладовище                      | 1949                            | місцеві майстри                  |
| 18   | 2200077       | Могила партизана | с. Волосівці, кладовище                   | 1991                            | місцеві майстри                  |
| 19   | 848           | Братська могила радянських воїнів                                                                                             | с. Волосівці, вул. Першотравнева, 24      | 1956                            | Львівська КСФ                    |
| 20   | 849           | Братська могила радянських воїнів                                                                                             | с. Головчинці, дитячий табір              | 1956, заміна 1985               | Львівська КСФ                    |
| 21   | 850           | Братська могила радянських воїнів                                                                                             | с. Головчинці, школа-інтернат             | 1960                            | Київське ХВО «Художник»          |
| 22   | 851           | Братська могила радянських воїнів                                                                                             | с. Головчинці, кладовище                  | 1961                            | Київське ХВО «Художник»          |
| 23   | 852           | Братська могила радянських воїнів                                                                                             | с. Голосків                               | 1957, заміна 1992               | Львівська КСФ                    |
| 24   | 2200078       | Братська могила радянських воїнів                                                                                             | с. Голосків, кладовище                    | 1985                            | місцеві майстри                  |
| 25   | 2200079       | Братська могила радянських воїнів                                                                                             | с. Горбасів, кладовище                    | 1955                            | місцеві майстри                  |
| 26   | 2200081       | Братська могила жертв голодомору                                                                                              | с. Гречинці, кладовище                    | 1993                            | місцеві майстри                  |
| 27   | 2200082       | Братська могила жертв голодомору (сім'я Литвинюк)                                                                             | с. Гречинці, кладовище                    | 1993                            | місцеві майстри                  |
| 28   | 2280          | Могила радянського воїна | с. Гречинці                               | 1950                            | місцеві майстри                  |
| 29   | 2200080       | Могила радянського воїна | с. Гречинці, кладовище                    | 1952                            | місцеві майстри                  |
| 30   | 867           | Пам'ятний знак на честь воїнів-односельчан                                                                                    | с. Гречинці                               | 1953, заміна                    | місцеві майстри                  |
| 31   | 853           | Меморіальний комплекс: пам'ятний знак на честь воїнів-односельчан; братська могила радянських воїнів                          | с. Грушківці                              | 1970, 1949                      | Київське ХВО «Художник»          |
| 32   | 854           | Братська могила радянських воїнів                                                                                             | с. Западинці, вул. Блиндюка, 56           | 1957                            | Київське ХВО «Художник»          |
| 33   | 868           | Пам'ятний знак на честь воїнів-односельчан                                                                                    | с. Западинці, вул. Блиндюка, 56           | 1968                            | Львівська КСФ                    |
| 34   | 2200083       | Братська могила радянських воїнів                                                                                             | с. Іванинці, кладовище                    | 1973                            | місцеві майстри                  |
| 35   | 2200084       | Могила радянського воїна Ю. М. Бівалькевича                                                                                   | с. Іванинці, кладовище                    | 1953                            | місцеві майстри                  |
| 36   | 869           | Пам'ятний знак на честь воїнів-односельчан                                                                                    | с. Козачки, вул. Першотравнева, 34        | 1968                            | Львівська КСФ                    |
| 37   | 2200085       | Братська могила радянських воїнів                                                                                             | с. Копитинці, кладовище                   | 1991                            | місцеві майстри                  |
| 38   | 2200086       | Братська могила воїнів Червоної армії                                                                                         | 1 км на південь від с. Лисогірка          | 1972                            | місцеві майстри                  |
| 39   | 856           | Братська могила радянських воїнів                                                                                             | с. Лисогірка                              | 1958                            | Львівська КСФ                    |
| 40   | 2200087       | Могила М. І. Кошмана | с. Лісо-Березівка, кладовище              | 1985                            | місцеві майстри                  |
| 41   | 2200088       | Могила радянського воїна | с. Лісо-Березівка, кладовище              | 1985                            | місцеві майстри                  |
| 42   | 2200089       | Могила радянського воїна | с. Лісо-Березівка, кладовище              | 1991                            | місцеві майстри                  |
| 43   | 2200090       | Могила радянського воїна | с. Лісо-Березівка, кладовище              | 1991                            | місцеві майстри                  |
| 44   | 2200091       | Могила радянського воїна | с. Лісо-Березівка, кладовище              | 1991                            | місцеві майстри                  |
| 45   | 2200092       | Братська могила радянських воїнів                                                                                             | с. Лозни, кладовище                       | 1986                            | місцеві майстри                  |
| 46   | 2200093       | Могила радянського воїна | 1,5 км на північ від с. Майдан-Вербецький | 1953                            | місцеві майстри                  |
| 47   | 2282          | Братська могила радянських воїнів                                                                                             | с. Марківці                               | 1948, заміна 2001               | місцеві майстри                  |
| 48   | 220011-Н      | Меморіальний комплекс: некрополь; могила І. Бешта                                                                             | смт Меджибіж, вул. Баал-Шем-Това, 24      | 1988, реконструкція 2000        | місцеві майстри                  |
| 49   | 883           | Пам'ятне місце будинку, де народився борець за владу Рад В. Є. Войтович                                                       | смт Меджибіж, вул. Войтовича, 31          | 1972                            | місцеві майстри                  |
| 50   | 857           | Братська могила радянських воїнів                                                                                             | смт Меджибіж, вул. Жовтнева, 48           | 1956                            | Львівська КСФ                    |
| 51   | 870           | Пам'ятний знак на честь воїнів-земляків                                                                                       | смт Меджибіж, вул. Жовтнева, 48           | 1967                            | місцеві майстри                  |
| 52   | 858           | Братська могила жертв фашизму                                                                                                 | 300 м на захід від смт Меджибіж           | 1967                            | місцеві майстри                  |
| 53   | 859           | Братська могила радянських воїнів                                                                                             | с. Митківці, вул. Шкільна, 6              | 1953                            | Львівська КСФ                    |
| 54   | 2200094       | Братська могила радянських воїнів                                                                                             | с. Михунки, кладовище                     | 1952                            | місцеві майстри                  |
| 55   | 2286          | Братська могила радянських воїнів                                                                                             | с. Новокостянтинів, кладовище             | 1986                            | місцеві майстри                  |
| 56   | 2287          | Братська могила радянських воїнів                                                                                             | с. Подільське, вул. Центральна, 1         | 1985, заміна 1994               | місцеві майстри, Житомирські ХВМ |
| 57   | 2200095       | Місце поховання жертв голодомору                                                                                              | с. Попівці, кладовище                     | 1993                            | місцеві майстри                  |
| 58   | 860           | Братська могила радянських воїнів                                                                                             | с. Попівці, вул. Колгоспна                | 1953                            | Львівська КСФ                    |
| 59   | 2200096       | ДОТ | с. Ревуха, північна околиця               | 1937                            | місцеві майстри                  |
| 60   | 2200097       | Братська могила радянських воїнів                                                                                             | с. Рожни, кладовище                       | 1945, заміна 1992               | місцеві майстри                  |
| 61   | 2200098       | ДОТ | 500 м на схід від с. Рудня                | 1937                            | місцеві майстри                  |
| 62   | 2200099       | ДОТ | 1 км на південь від с. Рудня              | 1937                            | місцеві майстри                  |
| 63   | 2200100       | Могила військовополоненого | с. Русанівці, кладовище                   | 1990                            | місцеві майстри                  |
| 64   | 2288          | Пам'ятний знак на честь воїнів-односельчан                                                                                    | с. Русанівці, вул. Набережна              | 1968                            | місцеві майстри                  |
| 65   | 2200101       | Братська могила радянських воїнів                                                                                             | с. Сахни, кладовище                       | 1986                            | місцеві майстри                  |
| 66   | 2200102       | Могила радянського воїна | с. Сахни, кладовище                       | 1986                            | місцеві майстри                  |
| 67   | 2200103       | Братська могила радянських воїнів                                                                                             | с. Свічна, кладовище                      | 1985                            | місцеві майстри                  |
| 68   | 2200104       | Братська могила радянських воїнів                                                                                             | с. Свічна, кладовище                      | 1985                            | місцеві майстри                  |
| 69   | 2200105       | Братська могила радянських воїнів                                                                                             | с. Свічна, кладовище                      | 1971                            | місцеві майстри                  |
| 70   | 871           | Пам'ятний знак на честь воїнів-земляків                                                                                       | с. Снітівка, вул. Центральна, 36          | 1965                            | Львівська КСФ                    |
| 71   | 785           | Пам'ятник трудової діяльності                                                                                                 | с. Ставниця                               | 1966                            | місцеві майстри                  |
| 72   | 872           | Пам'ятний знак на честь воїнів-односельчан                                                                                    | с. Ставниця                               | 1965                            | місцеві майстри                  |
| 73   | 861           | Братська могила радянських воїнів                                                                                             | с. Ставниця                               | 1956                            | Київське ХВО «Художник»          |
| 74   | 2200106       | Братська могила радянських воїнів                                                                                             | с. Ставниця, кладовище                    | 1990                            | місцеві майстри                  |
| 75   | 2200109       | Братська могила воїнів Червоної Армії                                                                                         | с. Суслівці, кладовище                    | 1972                            | місцеві майстри                  |
| 76   | 2200110       | Пам'ятний знак на місці поховань жертв голодомору                                                                             | с. Суслівці, кладовище                    | 1993                            | місцеві майстри                  |
| 77   | 2200111       | ДОТ | 100 м на північ від с. Суслівці           | 1937                            | місцеві майстри                  |
| 78   | 2200112       | ДОТ | с. Суслівці, вул. Центральна, 1           | 1937                            | місцеві майстри                  |
| 79   | 2200107       | Могила радянського воїна | с. Суслівці, кладовище                    | 1988                            | місцеві майстри                  |
| 80   | 2200108       | Могила радянського воїна | с. Суслівці                               | 1988                            | місцеві майстри                  |
| 81   | 2200113       | ДОТ | 1 км на північний захід від с. Терлівка   | 1937                            | місцеві майстри                  |
| 82   | 2290          | Могила В. М. Равнялічева | с. Терлівка, вул. Центральна              | 1979                            | місцеві майстри                  |
| 83   | 862           | Братська могила радянських воїнів                                                                                             | с. Требухівці                             | 1957, заміна 1994               | Львівська КСФ                    |
| 84   | 873           | Пам'ятний знак на честь воїнів-земляків                                                                                       | с. Чапля                                  | 1970                            | Львівська КСФ                    |
| 85   | 2200114       | Могила В. Д. Данилюка | с. Чапля                                  | 1991                            | місцеві майстри                  |
| 86   | 2200115       | Могила Д. С. Гуцалюка | с. Чапля                                  | 1991                            | місцеві майстри                  |
| 87   | 2200116       | Могила полковника О. С. Купченка                                                                                              | 250 м на схід від с. Шрубків              | 1648                            | місцеві майстри                  |
| 88   | 874           | Пам'ятний знак на честь воїнів-односельчан                                                                                    | с. Шрубків, вул. Чапаєва, 22              | 1967                            | місцеві майстри                  |
| 89   | 863           | Братська могила радянських воїнів                                                                                             | с. Шрубків, вул. Чапаєва, 22              | 1956                            | Львівська КСФ                    |
| 90   | 2200117       | Братські могили радянських воїнів                                                                                             | с. Ялинівка                               | 1989                            | місцеві майстри                  |
| 91   | 2200118       | Могила радянського воїна | с. Ялинівка                               | 1989                            | місцеві майстри                  |
| 92   | 2200119       | Могила медсестри К. Сорокіної                                                                                                 | с. Ялинівка                               | 1989                            | місцеві майстри                  |
| 93   | 875           | Пам'ятний знак на честь воїнів-односельчан                                                                                    | с. Ярославка, вул. Річкова                | 1966                            | місцеві майстри                  |
| 94   | 864           | Братська могила радянських воїнів                                                                                             | с. Ярославка, вул. Вишнева, 19            | 1957                            | Київське ХВО «Художник»          |
|      |               | |                                           |                                 |                                  |